# Awaous grammepomus
Awaous grammepomus es una especie de peces Perciformes de la familia Gobiidae.

## Morfología
Los machos pueden llegar a alcanzar los 15 cm de longitud total.

## Distribución geográfica
Se encuentra desde Sri Lanka hasta Nueva Guinea. También está presente en República de Palau.

## Observaciones
Es inofensivo para los humanos.